# Золотая Балка (археологический памятник)
Золота́я Ба́лка — археологический памятник в Херсонской области Украины.

## Общие сведения
Археологический памятник Золотая Балка, включающий городище и некрополь II века до н. э. — IV века н. э., расположен возле одноимённого села на правом берегу Каховского водохранилища. Был открыт в начале XX века. Изучение проводилось археологической экспедицией под руководством М. И. Вязьмитиной в 1953-59 годах. Из общей площади в 6,6 га было исследовано 0,25 га.

## Описание городища
Городище состояло из акрополя и пригорода. Дома объединялись в хозяйственные комплексы типа усадеб с внутренними двориками, каменными домами и ограждением. Городище окружали валы с каменными стенами. Материальная культура представлена лепной посудой, гончарной керамикой, украшениями, орудиями труда.

## Описание некрополя
Некрополь, не содержащий курганов, расположен на берегу Днепра, с северо-западной стороны от городища. Датируется II веком до н. э. — II нашей эры. Исследовался К. Бреде, В. Пешановым, Е. Симоновичем, М. Вязьмитиной. Открыто 87 скифских погребений. Также, было обнаружено 11 погребений позднего бронзового века. По типам захоронений, это катакомбы, грунтовые ямы, каменные склепы. Преобладающее положение тел — на спине. Среди найденных артефактов преимущественно орудия труда, оружие, конское снаряжение, керамика, украшения, культовые вещи. По антропологическим данным, среди захороненных, есть представители разных этнических групп — греки, сарматы, скифы и даже германцы.